# Maurice Binder
Maurice Binder, född 25 augusti 1925 och avliden 4 april 1991, var en förtext-producent. Han föddes i New York (USA) men arbetade från 1950-talet främst i Storbritannien.
Binder blev främst känd genom sitt arbete med förtexter och reklamfilmer till 14 olika James Bond-filmer och för Stanley Donens filmer från och med 1958. Producenterna av Bond-filmerna tog kontakt med Binder efter hans arbete med 1960 års Donen-komedi Gräset är grönare. Han kom även att samarbeta med Donen i 1963 års Charade och Arabesque från 1966; båda filmerna hade musik av Henry Mancini.

## Produktioner

### James Bond
Binder skapade den ikoniska revolverpipesekvensen i förtexten till den första Bond-filmen Dr. No. Binder hade ursprungligen planerat att använda en kamera som riktades ner i pipan på en .38-kalibrig revolver. Detta fungerade dock inte, eftersom man inte kunde justera linsen så att hela pipans insida var i fokus. Binder löste problemet genom att låta använda en för tillfället konstruerad hålkamera.
Minst en filmrecensent har noterat att sekvensen påminner om revolvern som avfyras mot åskådarna i slutet av 1903 års Den stora tågplundringen.
Binder är också känd för scenutformningen där olika kvinnor bland annat dansar, hoppar från en trampolin eller avfyrar ett vapen.
Som förtextproducent för Bondfilmerna efterträddes Binder 1995 (Goldeneye) av Daniel Kleinman. Dessförinnan var Binder ansvarig för förtexterna i alla Bond-filmer utom Agent 007 ser rött (1963) och Goldfinger (1964); båda formgavs av Robert Brownjohn.

## Andra filmer
Flera andra filmer kännetecknas av Maurice Binders arbete. Detta inkluderar för- och eftertexterna till Musen som röt (1959), en sekvens med munkar i form av en mosaik i Röde Orm och de långa skeppen (1963) och en sekvens med spanska dansare (som blev grekiska) i 1967 års Den dag fisken flöt upp….
Binder formgav förtexten i 1963 års Sodom och Gomorra, inkluderande en orgie (den enda i hela filmen). Sekvensen tog tre dagar att spela in, mot planerade en dag.

## Död
Den ogifte Binder dog 1992 i London, i en ålder av 65 år.